# مایتنریم

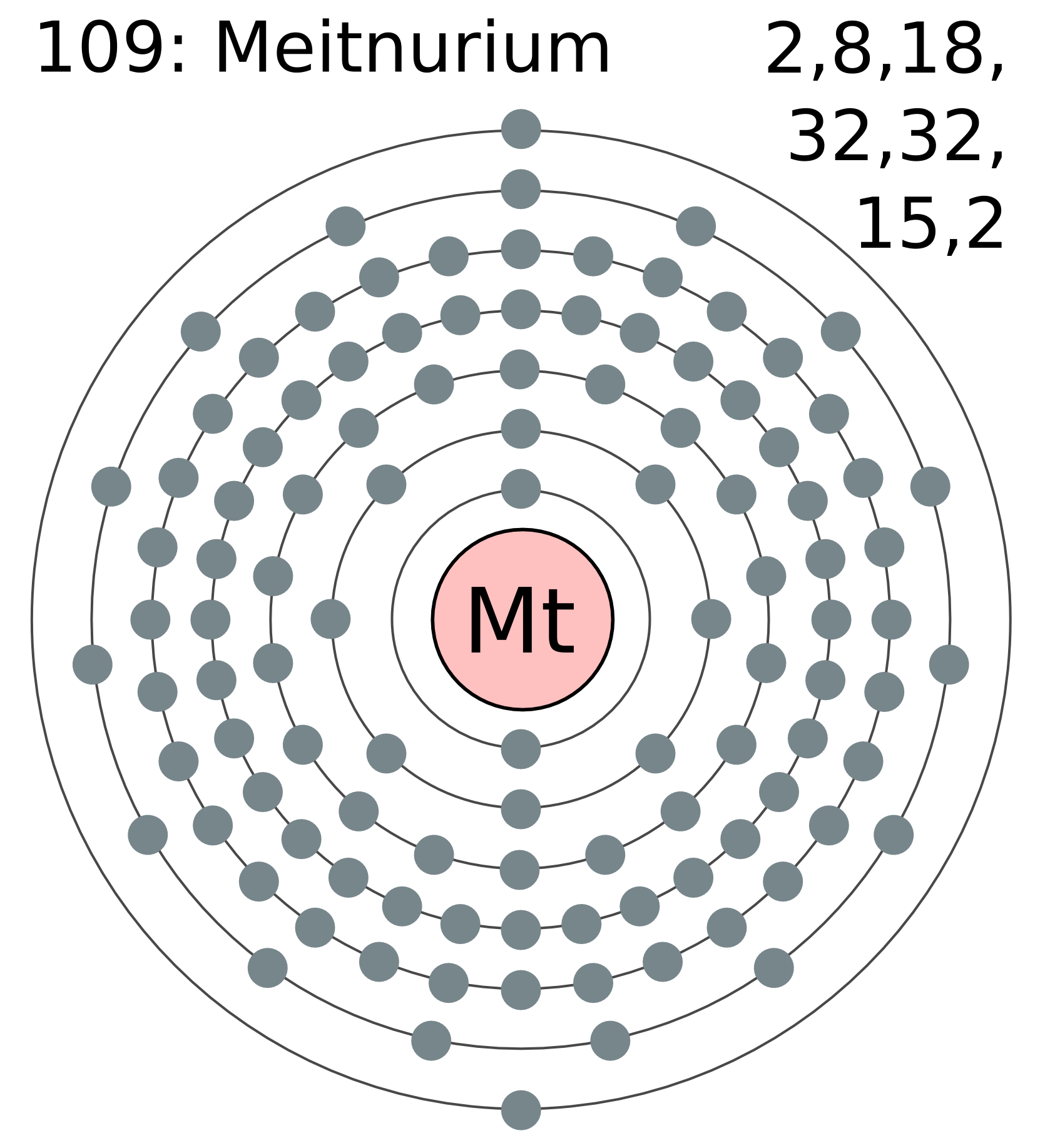
لایه‌های الکترونی مایتنریم

مایتنریم (Meitnerium) از عنصرهای شیمیایی جدول تناوبی است. نشانه کوتاه آن Mt و عدد اتمی آن ۱۰۹ است. این عنصر به افتخار لیزه مایتنر نام گذاری شده است.
خواص فیزیکی عنصر مایتنریم: * عدد اتمی:۱۰۹
- جرم اتمی:۲۶۵
- حالت استاندارد: نامشخص احتمالاً جامد
- رنگ: قرمز
- نام گروه:اکتنید ۹
- دوره تناوبی:هفت